# Мирко Чанадановић
Мирко Чанадановић (1936), друштвено-политички радник СФР Југославије, СР Србије и САП Војводине.

## Биографија
Мирко Чанадановић рођен је 28.7.1936. године у Војводи Степи код Нове Црње. Магистар је филолошких наука. Завршио је Филозофски факултет у Новом Саду. Члан Савеза комуниста Југославије је од 1957. године.
Као студент, био је председник Универзитетског одбора Савеза студената и секретар Универзитетског комитета СКЈ Универзитета у Новом Саду. Био је уредник у студентском листу „Индекс“ и на Трибини младих у Новом Саду.
Био је изабран у Покрајински комитет Савеза комуниста Србије за Војводину и вршио је дужност секретара Извршног комитета. Од 1969. до 24. децембра 1972. године био је председник Покрајинског комитета Савеза комуниста Војводине. Биран је за члана Централног комитета СК Србије и Централног комитета Савеза комуниста Југославије.
Крајем 60-их и почетком 70-их, Мирко Чанадановић био је један од главних представника либералистичке струје у СР Србији, односно један од заступника либералнијег економског модела. Након неуспеха либерализације крајем 1972. године, био је, заједно са још неким високим функционерима, присиљен дати оставку на све функције и на чланство у СКЈ.